# Christian Lagler
Christian Lagler (* 7. September 1668 in Eichwald; † 14. August 1741 in Teplitz) war ein böhmischer Baumeister des Barock in Teplitz.
Lagler war herrschaftlicher Baumeister. Er arbeitete für die Adelsfamilie Clary-Aldringen. Er gehörte der Teplitzer Maurerzunft an und war führender Meister des Teplitzer Barock. Er errichtete neben den Kirchen und der Arbeiten im Schloss selbst zahlreiche Kurgebäude.

## Werke (Auswahl)
- Neugestaltung der Kirche St. Valentin in Weißkirchlitz, 1710/11
- Teplitzer Stadtkirche, 1703
- Voliere im Innenhof des Schlosses[1]
- Kreuzauffindungskapelle (Teplice), 1728–1730
- Katholische Kirche St. Peter und Paul in Rosendorf, errichtet 1710–1712
- St.-Katharinen-Kirche in Boreslau, 1717–1721
- Garten- und Ballhaus in der Jägerzeile Teplitz, 1732[2]